# Ekumenik
Ekumenik (grek. oikoumenikos "som rör den bebodda världen", "världsvid"), är enhetssträvanden i kristendomen.
Ekumenik är strävan efter att uppnå enhet i tron på Kristus, en enhet som inte i sig förutsätter likriktning eller konformism, men som däremot räknar med en både dogmatisk och ämbetsmässig försoning mellan de nu splittrade kristna kyrkorna. Enheten skall vara synlig och i någon grad också strukturell.

## Kyrkosplittring
En splittring inom den kristna kyrkan kan ta sig två former. Den ena kallas vanligen för schism och innebär ett brott i gemenskapen. Kyrkan kallas i den nicenska trosbekännelsen (först formulerad under Första konciliet i Konstantinopel 381) en enda, helig, apostolisk och allmännelig (eller katolsk). En schism innebär ett brott i enheten, men det behöver inte betyda att man undervisar en annorlunda form av den kristna tron. Schismer uppstår ofta i samband med kontroversiella biskops- eller påveval eller när en kyrka av en bestämd kultur dominerar en annan kyrka som präglas av en annorlunda kultur. Schismen har med auktoritet att göra. Den andra formen av splittring är allvarligare och går under namnet kätteri (numera också heresi). Kätteriet är ett brott mot katoliciteten i kyrkan, alltså den egenskap som gör att alla överallt förkunnar samma tro i alla tider. De två formerna är ofta svåra att urskilja från varandra, eftersom kätteri vanligen leder till schism och schism lätt ger upphov till kätteri. I dagens situation kan man säga att den romersk-katolska kyrkan betraktar de ortodoxa kyrkorna enbart som schismatiska (eftersom de inte erkänner påvens överhöghet), medan den fortfarande har starka misstankar om kätteri beträffande protestanterna (även om det laddade ordet inte används längre).

## Kort historik
Ekumeniken är ett relativt nytt fenomen, även om strävan efter att bevara den kristna kyrkans enhet har funnits med allt sedan apostlarnas tid (jfr Paulus brev till i Nya testamentet). Den tidigare strävan tog sig först uttryck i verbala strider som mynnade ut i konciliära beslut där en grupp eller en alternativ strömning inom kyrkan förklarades för kättersk och därmed uteslöts. Många är de grupper som helt har försvunnit efter detta, långsamt eller snabbt – till exempel arianer, gnostiker, messalianer, donatister och så vidare. Redan i den tidiga kyrkan uppstod emellertid den problematiska situation där det fanns två eller flera fungerande, levande kyrkor som vägrade att erkänna varandra. Den nestorianska kyrkan var fram till Timur Lenks härjningar i Centralasien större än den västerländska, ortodoxa katolska kyrkan, som vid konciliet i Chalcedon 451 hade fördömt Nestorius och hans lära. Avstånden och de politiska omständigheterna (den nestorianska kyrkan befann sig utanför det bysantinska rikets gränser) gjorde dock att någon verklig ekumenisk dialog aldrig uppstod. En liknande konflikt, driven av missförstånd, bristande kunskap om motpartens språk och kultur, gav upphov till den andra betydande splittringen, nämligen mellan Konstantinopel och Rom år 1054. Vanan att ta itu med avvikande grupper med militära medel – som S:t Augustinus när han kallade på militärens hjälp mot donatisterna i Nordafrika, som för övrigt själva var mycket våldsamma – utvecklade sig i Västeuropa till en alltmer våldspräglad dominans. Medeltidens katarer bokstavligen utplånades – kättarbålen vid Mont Ségur i Sydfrankrike är en påminnelse om att man inte hade något särskilt intresse av att dialogera med oliktänkande, och den goda intentionen hos dominekanerna att diskutera sig fram till sanningen förvrängdes snabbt till något mycket mindre ädelt (inkvisitionen).
Konflikterna som förelöpte den protestantiska reformationen (Jan Huus, waldensare) visar att den romerska kyrkan hade för avsikt att fortsätta på detta spår. När de nya politiska möjligheterna gjorde att parallellkyrkor kunde upprättas och försvaras uppstod med den tredje och senaste stora splittringen den situation som vi nu lever i, där flera kyrkor gör anspråk på samma legitimitet och använder samma heliga skrifter och ofta även likartade liturgier.
Efter religionskrigen stelnade det kyrkliga Europa i tydligt markerade läger som inte förde någon dialog: protestanterna väntade på att Rom skulle vittra sönder och Rom väntade på att protestanterna skulle återkomma till ”moderkyrkan.” Vad som skapade rum för och längtan efter dialog var missionsverksamheten. Det blev uppenbart för både protestanter och katoliker att det i högsta grad förhindrade spridningen av evangeliet i Afrika och i synnerhet Asien när två grupper som hatar varandra förkunnar att Gud är kärlek. Ekumeniken började alltså, låt vara på mycket blygsamt och pragmatiskt vis, utanför Europa. Bland annat gjorde man enkla överenskommelser: den och den stammen hör till protestanterna och den och den till katolikerna; eller: norr om floden verkar protestanterna, söder om floden katolikerna. Detta kunde i bästa fall ge upphov till den något förvånande situationen att en katolsk missionär sände en potentiell konvertit till protestanterna därför att han kom från ”andra sidan” och vice versa. Mera vanligt förekommande var emellertid situationer där den kyrkliga splittringen gav upphov till etnisk och social splittring som ibland kunde få tragiska konsekvenser, som till exempel i Uganda. Vid 1800-talets slut bildades flera interkonfessionella organisationer, som till exempel Young Mens’ Christian Association (YMCA) och Young Womens’ Christian Association (YWCA) och den kristna studentrörelsen, vilka alla var härolder för den ekumeniska rörelsen.

## Den moderna ekumenikens tre perioder
Ekumeniken i Europa, i form av diskussioner, möten och sammankomster, kan delas upp i tre olika perioder. Den första perioden går från 1890 till 1963. Det var år 1890 som lasaristprästen Fernand Portal (1855-1926) mötte lord Halifax (1839-1934) på Madeira – det första betydelsefulla mötet mellan en katolik och en anglikan på detta plan. Året 1963, mitt i det Andra Vatikankonciliet, kan betraktas som början på en period av spektakulära och symboliska gester.
Ett avgörande moment i den spirande ekumeniska rörelsen under denna period var mötet mellan missionärer från alla möjliga protestantiska kyrkor i Edinburgh 1910. Många var de deltagare som sade sig ha upplevt Andens närvaro vid detta möte, där man hade satt som absolut regel att inte diskutera det som skilde deltagarna åt, utan försöka blottlägga den gemensamma grunden. Den visade sig vara förvånande stor. Man kom fram till fyra viktiga punkter, nämligen att
1. det fanns missionärer i så gott som alla länder på jorden
2. alla stora språk hade åtminstone Nya testamentet i översättning
3. de unga lokala kyrkorna höll på att utbilda ett inhemskt ledarskap
4. evangeliet utövade ett inflytande långt utöver kyrkornas gränser.

Fyra år senare bröt det första världskriget ut, men ett viktigt steg hade tagit i det ekumeniska arbetet. Det bör dock noteras att den romersk-katolska kyrkan och de ortodoxa kyrkorna inte var inblandade ännu. En av deltagarna i konferensen i Edinburgh var den unge Nathan Söderblom, som så småningom blev ärkebiskop i Uppsala, dit han inbjöd kyrkorna att sända representanter till ett möte 1925. Temat var Liv och Arbete. Det var första gången sedan medeltiden som representanter för olika kyrkor deltog i ett gemensamt möte. För att underlätta samtalen hade det tydligt klargjorts att konferensen inte hade någon som helst bindande auktoritet – dess enda auktoritet var andlig. Några ortodoxa kyrkor deltog. En arbetskommittée bildades för att man skulle kunna följa utvecklingen av de tankar och förslag som kommit upp.
Möten följde på möten: ett av de mera betydelsefulla ägde rum i Lausanne 1927, där man beslöt att göra den ekumeniska dialogen tvåspårig, genom att ta upp dogmatiska frågor under temat Tro och Ordning. Även detta möte mynnade ut i en arbetskommittée. Dessa två arbetskommittéer fördes slutligen samman i Kyrkornas Världsråd, som skapades i Amsterdam 1948 (det skulle ha grundats tio år tidigare, men andra världskriget kom emellan). Den romersk-katolska kyrkan, som först var avvisande, deltar som observatör i Världsrådet sedan efter Andra Vatikankonciliet. Dess stora medlemsantal skulle ge den alldeles för många röster enligt den rådande författningen. De flesta ortodoxa kyrkor är medlemmar, även om deras deltagande inte har varit konfliktfritt (se nedan).
Den andra perioden, relativt kort, präglades starkt av Andra Vatikankonciliet, påvarna Johannes XXIII och Paulus VI samt Athenagoras, patriarken av Konstantinopel. ”Den gemensamma kalken syns vid kyrkans horisont”, sade Athenagoras i sitt julbudskap 1968. Andra Vatikankonciliet var en revolution i den romersk-katolska kyrkan. Från att ha varit en sluten borg öppnade denna kyrka nu portarna vida mot världen, vetenskapen och andra kristna (samt även mot andra religioner – konciliets ord om islam citeras ofta i dialogen med denna religion). Johannes XXIII, som hade sammankallat konciliet men dog innan det var över, betonade försoningen över kravet på att reda ut vem som hade haft rätt och fel under reformationen. Paulus VI, hans efterträdare, fortsatte på denna väg. Han hade en mycket varm relation med patriarken Athenagoras och båda önskade innerligt att de skulle kunna fira mässan tillsammans. Detta skedde dock aldrig och utvecklingen har därefter gått åt ett annat håll. Även anglikanerna lyste med sin ekumeniska vilja under denna period och den svenska kyrkan, trots det kontroversiella beslutet att låta viga kvinnor till präster 1958, uppfattades fortfarande som en ”brokyrka” som hade bevarat arvet från medeltiden och samtidigt anammat den protestantiska reformationen.
Den tredje perioden, i vilken vi fortfarande befinner oss, inbjuder inte lika lätt till stora rubriker, men är på ett vis inte mindre spektakulär. Det är en period av läromässig dialog, som ofta sker i skymundan, mellan teologer. Den europeiska befolkningens minskande kunskap om och intresse för kyrkliga frågor gör att man sällan tänker på att det sker en förnyelse och ett tankearbete inom kyrkan som kanske inte har haft sin like sedan antiken.

## Nya och gamla hinder
Långsamt har flera av de gamla stötestenarna röjts undan; bland annat har den romersk-katolska kyrkan och kyrkorna i Lutherska världsförbundet löst den fråga om rättfärdigheten genom tron som ursprungligen utlöste reformationen. Samtidigt har flera nya frågor uppstått som inte fanns med i splittringen på 1500-talet. Det unilaterala protestantiska beslutet (hos anglikanerna fattat efter att Rom visat kalla handen beträffande värdet av deras prästvigning) att viga kvinnor till präst- och biskopstjänst, de nyligen uppkomna etiska frågorna beträffande homosexualitet och samliv samt kyrkosynen har rest nya hinder för den kristna enheten. Andra, kanske temporära enhetsbildningar har uppstått, som till exempel Borgågemenskapen, där ett antal protestantiska kyrkor i Nordeuropa och den anglikanska kyrkan i Storbritannien har upprättat full ämbets- och nattvardsgemenskap.
Den moderna liberalteologi som tillsammans med en viss form av feminism har vunnit stort gehör i de klassiska västerländska samfunden av protestantiskt ursprung, och därmed också har präglat mycket av atmosfären inom Kyrkornas Världsråd under de senaste årtiondena, har bidragit till att de ortodoxa kyrkorna har känt sig mindre hemma inom ekumeniken under 1900-talets sista kvartal. Utan att göra avkall på sitt ekumeniska engagemang drog sig flera ortodoxa kyrkor under 1990-talet ur Världsrådet i protest mot den syn på etik och kyrka som dominerade där. Krisen är nu överstånden och Världsrådet har gjort stora ansträngningar att ge de ortodoxa större utrymme. Den hotar emellertid fortfarande att blossa upp på nytt, eftersom ledarskapet i vissa protestantiska kyrkor, till exempel den svenska kyrkan, har satsat hårt på en liberalideologisk likriktning i kyrkan samtidigt som de ortodoxa kyrkorna återfinner sin röst efter kommunismens härjningar, ofta med en starkt konservativ accent.
Den romersk-katolska kyrkan var under Johannes Paulus II:s ledning tydligt mera intresserad av enhet med den ortodoxa kyrkan än med protestanterna, och det första året av Benedikt XVI:s epok verkar bekräfta denna tendens, även om det naturligtvis inte innebär att man negligerar dialogen med protestanter.
Under de senaste åren har en viss konfessionalism visat sig i de kristna kyrkorna överlag, kanske till följd av att 60-talets eufori lagt sig och de stora drömmarna har förblivit ouppfyllda. Kyrkans minskade roll i samhället, andra religioners ökande närvaro och den moderna radikalsekularism som av somliga har betecknats som öppet kristendomsfientlig kan ha bidragit till detta. Samtidigt kan man emellertid iaktta en stor ekumenisk öppenhet hos en majoritet av lekfolket i nästan alla europeiska kyrkor. Det är inte längre något märkvärdigt att en protestant deltar i en katolsk ceremoni eller vice versa.

## Auktoritetsfrågan
Det största enskilda hindret för enhet mellan kristna är frågan om auktoritet. Vem, vad eller vilka det är som har sista ordet i kyrkan leder därpå till frågan om vad kyrkan egentligen är. Denna fråga är nyckeln till ekumenikens framgång. Det finns fyra huvudstrukturer i kyrklig organisation. Dessa kan beskrivas som
1. kongregationalistisk – de troende i en lokal kyrka väljer en temporär ledare och kyrkan styrs på ett mer eller mindre demokratiskt vis, med tillit till den Helige Andes ledning (baptistförsamlingar styrs oftast på detta vis)
2. episkopal, med eller utan apostolisk succession – biskopen är det synliga tecknet på de troendes enhet, han bevarar den och företräder den; biskopen leder ett stift, viger präster och diakoner. Det finns flera variationer på denna modell, men ingen är högre än ärkebiskopen (Svenska kyrkan är ett exempel på en sådan kyrka)
3. påvlig – påvens roll i den västerländska kyrkan har varierat genom tiderna, men allt sedan de första århundradena har den romerska kyrkan gjort anspråk på att äga absolut auktoritet över hela den världsvida kyrkan (anspråken har inte alltid accepterats eller mötts av förståelse). Detta är ett av de främsta skälen till att Österlandets kyrkor inte har kunnat försona sig med Rom. År 1870 förkunnade dessutom Första Vatikankonciliet att påven under vissa omständigheter är ofelbar.
4. konciliär – den tidigaste formen av kyrkostruktur var lokala kyrkor med var sin biskop som mötte andra biskopar i koncilier där man fattade bindande beslut som gäller för alla. När kyrkorna blev större fick de äldsta bland dem patriarker, varav påven i Rom är en och påven i Alexandria en annan (de övriga klassiska patriarkatet är Jerusalem, Antiochia och Konstantinopel). Dessa lokala kyrkor, som kan ha olika liturgier, språk och seder, förblir i gemenskap med varandra. De ortodoxa kyrkorna har bevarat denna form och många episkopala kyrkor känner sig dragna till den (den anglikanska kyrkan är ett exempel)

## Kritik
Den moderna ekumeniken har ofta kritiserats av konservativa grupperingar inom kyrkorna. De menar att den ekumeniska rörelsen kännetecknas av en förslappning i fråga om läran och bibeltroheten. Många menar att det avgörande för kristen enhet inte är någon yttre organisation, utan att man har en gemensam lära, grundad på Bibeln. Konservativa reformerta och lutheraner tillhör de mest kritiska mot den moderna ekumeniken. Vissa - framför allt evangelikala kristna - kan acceptera en begränsad form av ekumeniskt samarbete mellan grupperingar som delar samma grundsyn, även om man kan vara oenig i vissa frågor. Mera konservativa, som reformerta fundamentalister eller vissa konfessionella lutheraner, är skeptiska även mot en sådan begränsad ekumenik och betonar betydelsen av en rätt lära.

## Samarbete
Internationellt finns det flera ekumeniska samarbetsorgan och mötesplatser för samtal och samarbete inom olika områden. Många är specifikt inriktade på enskilda frågor, såsom mission, diakoni eller bibelöversättning, medan andra arbetar bredare för samsyn och/eller förståelse mellan kyrkor.
I Sverige finns ekumeniska samarbetsorgan på såväl nationell som lokal nivå. Det bredaste nationella organet är Sveriges kristna råd där de flesta kristna samfunden finns representerade. Teobalt är ett ekumeniskt nätverk i Östersjöområdet.

### Internationella forum för bredare samverkan
- Kyrkornas världsråd (Sveriges kristna råd, Svenska kyrkan, Equmeniakyrkan)
- Lutherska världsförbundet (Svenska kyrkan)
- Europeiska kyrkokonferensen (Svenska kyrkan, Equmeniakyrkan)
- Internationella federationen av fria evangeliska kyrkor, IFFEC (Svenska Alliansmissionen, Equmeniakyrkan)
- Reformerta kyrkornas världsallians (Equmeniakyrkan)
- Borgågemenskapen (Svenska kyrkan)

### Samarbete kring enskilda frågor
- The Leprosy Mission International (Lepramissionen)
- Gideoniterna

## Nutida betydelser i svensk kristenhet
Inom svensk nutida kristenhet kan man i stort sett skilja ut tre olika betydelser av ordet ekumenik:
1. Samverkan och samtal mellan olika samfund inom Sverige, till exempel mellan Svenska kyrkan och Equmeniakyrkan eller mellan Pingströrelsen och den ortodoxa kyrkofamiljen.
2. Samverkan internationellt, till exempel mellan lutherska, katolska, ortodoxa och baptistiska kyrkor.
3. Samverkan internationellt mellan samfund med samma teologisk inriktning. Borgåöverenskommelsen är ett samarbete mellan flera lutherska kyrkor samt den Anglikanska kyrkan. Det har ifrågasatts om ordet ekumenik bör användas i detta sammanhang eftersom det (med undantag av den Anglikanska kyrkan) handlar om samarbete mellan olika kyrkor med samma grundteologi.

## Personligheter inom ekumeniken
- Athenagoras, patriark av Konstantinopel
- Johannes XXIII, påve
- Paulus VI, påve
- Nathan Söderblom, svensk ärkebiskop